# 가슴 달린 남자
《가슴 달린 남자》는 1993년에 개봉된 대한민국의 로맨스 코미디 영화인데 페미니즘 영화를 표방했음에도 주인공 김혜선(박선영 분)(혜석)을 '상남자'로 알고 덤벼드는 회사의 여직원들을 거의 '거리의 여자' 수준으로 그려냈다는 이유 탓인지 오히려 여성에 대한 부정적 시선을 드러냈다는 비판을 산 데다  김혜선(김혜석)에게 추파를 던지는 최형준(최민수 분)의 약혼녀 이미란(임경옥 분)의 캐릭터를 삐뚤어진 모습으로 묘사했다는 지적이 있었다.
한편, 최민수 (최형준 역)의 흥행 성공작인 《미스터 맘마》의 시나리오를 해당 영화(가슴 달린 남자) 제작사인 현진필름 김형준 대표가 직접 썼으며, 이 탓인지 김형준 대표가 해당 영화 시나리오를 직접 쓴 동시에 최민수의 배역명도 《미스터 맘마》에서 그랬던 것처럼 '형준'이었는데 두 영화(미스터 맘마, 가슴 달린 남자)의 '형준'이란 인물은 미국에서 USC를 졸업하고 귀국하여 영화제작과 외화수입 사업을 펼친 김형준 대표의 캐릭터를 다분히 이입시킨 것이었다.
아울러, 박선영이 분한 김혜선 역은 심혜진 등이 거론됐다.

## 캐스팅
- 박선영 : 김혜선 역
- 최민수 : 최형준 역
- 임경옥 : 이미란 역
- 남궁원 : 회장 역
- 양택조 : 석 부자 역
- 김일우 : 김 과장 역
- 신귀식 : 사장 역
- 안진수 : 조 사장 역
- 한태일 : 대성 사장 역
- 국정환 : 미스한 부 역
- 김경란 : 미스한 모 역
- 나갑성 : 교관 역

## 수상
- 1993년 제4회 춘사영화상
  - 신인여우상 - 박선영
- 1994년 제30회 백상예술대상
  - 영화부문 시나리오상 - 김형준